# دو گولی (ویرجینیای غربی)
دو گولی (به انگلیسی: Doe Gully) یک منطقهٔ مسکونی در ایالات متحده آمریکا است که در شهرستان مورگان، ویرجینیای غربی واقع شده‌است.